# Sina Schielke
Sina Schielke (Herdecke, 19 mei 1981) is een atleet uit Duitsland.
Schielke liep in 2001 naar een Europese juniorentitel op de 100 meter, en werd in 2002 tweede op de 4x100 meter estafette. Ook behaalde ze enkele Duitse nationale titels op de afstanden 100 meter en 200 meter sprint. Ook werd ze in Duitsland bekend vanwege fotosessies in de Playboy en het blad Max.
Op de Olympische Zomerspelen van Athene in 2004 liep Schielke de 100 meter sprint en de 4x100 meter estafette.
Op beide onderdelen kwam ze niet voorbij de kwalificatieronde.

## Persoonlijk record
| Onderdeel | Resultaat | Jaar |
| --------- | --------- | ---- |
| 100 m     | 11,16 s   | 2002 |
| 200 m     | 22,78 s   | 2001 |
| 4x100 m   | 42,54 s   | 2002 |

| Onderdeel         | Resultaat | Jaar |
| ----------------- | --------- | ---- |
| 60 m              | 7.19      | 2003 |
| 200 m             | 23.61     | 2000 |
| 60 m horden       | 8.34      | 1999 |
| verspringen       | 5,97 m    | 2001 |
| 4x200 m estafette | 1:32.57   | 2001 |